# Eckington (Derbyshire)
Eckington – miasto w Anglii, w hrabstwie Derbyshire, w dystrykcie North East Derbyshire. Leży 44 km na północ od miasta Derby i 217 km na północny zachód od Londynu. Miasto liczy 16 684 mieszkańców.